# Odéon (metropolitana di Parigi)
Odéon è una stazione sulle linee 4 e 10 della metropolitana di Parigi situata nel VI arrondissement di Parigi.

## La stazione
La stazione venne aperta il 9 gennaio 1910 in occasione dell'inaugurazione del nuovo tronco Pont Notre-Dame (Châtelet) - Raspail della linea 4 mentre la linea 10 è aperta dal 14 febbraio 1926.
La stazione è posizionata sotto la place Henri-Mondor, sul boulevard Saint-Germain, nel Quartiere latino, nei pressi della École de Médecine. La stazione ha preso il nome dal quadrivio dell'Odéon.

## Accessi
- Carrefour de l'Odéon
- 93, boulevard Saint-Germain
- 108, boulevard Saint-Germain

## Interconnessioni
- Bus RATP - 58, 63, 70, 86, 87, 96
- Noctilien - N12, N13, N121

## Galleria d'immagini

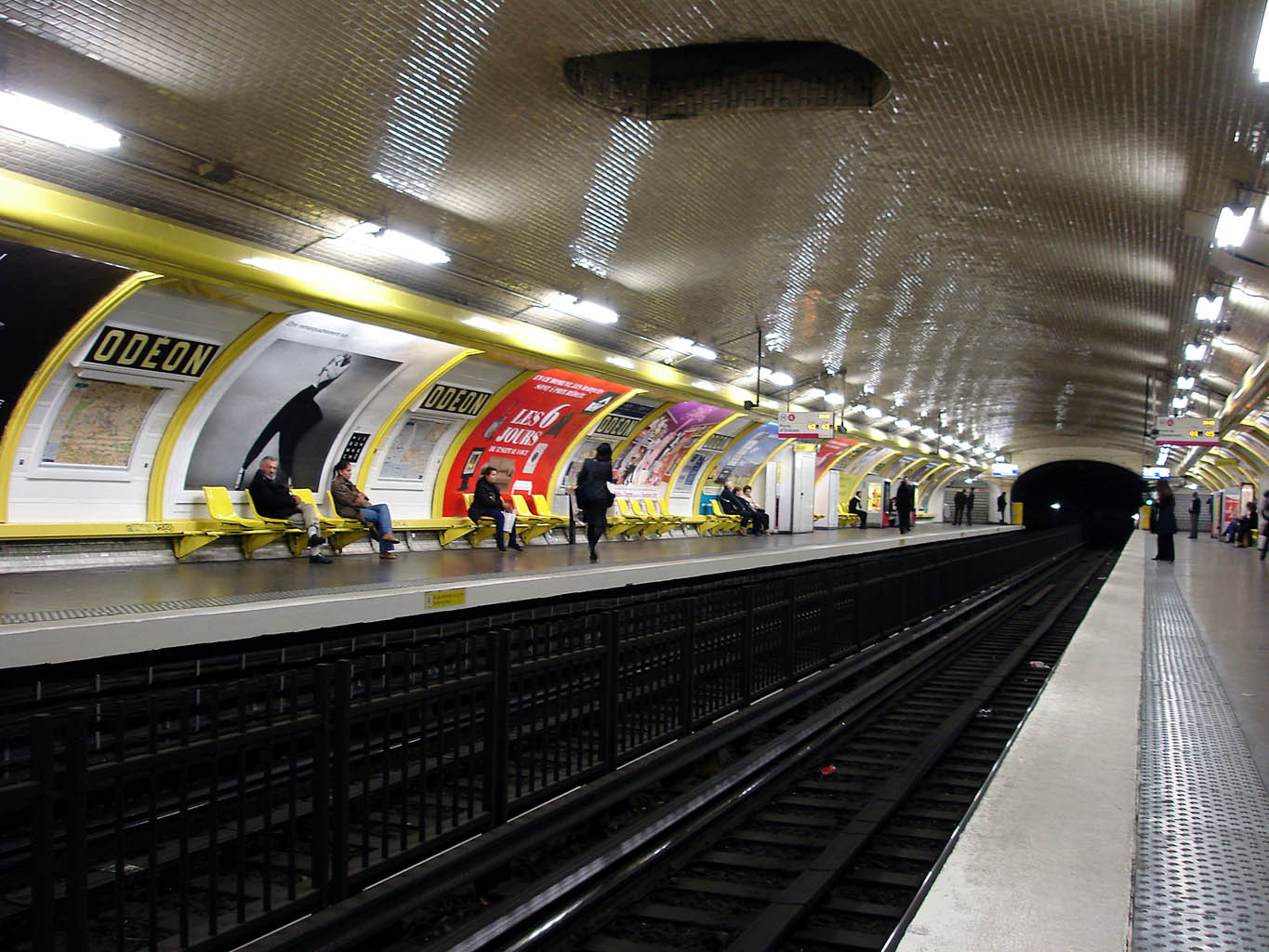
La banchina della linea 4
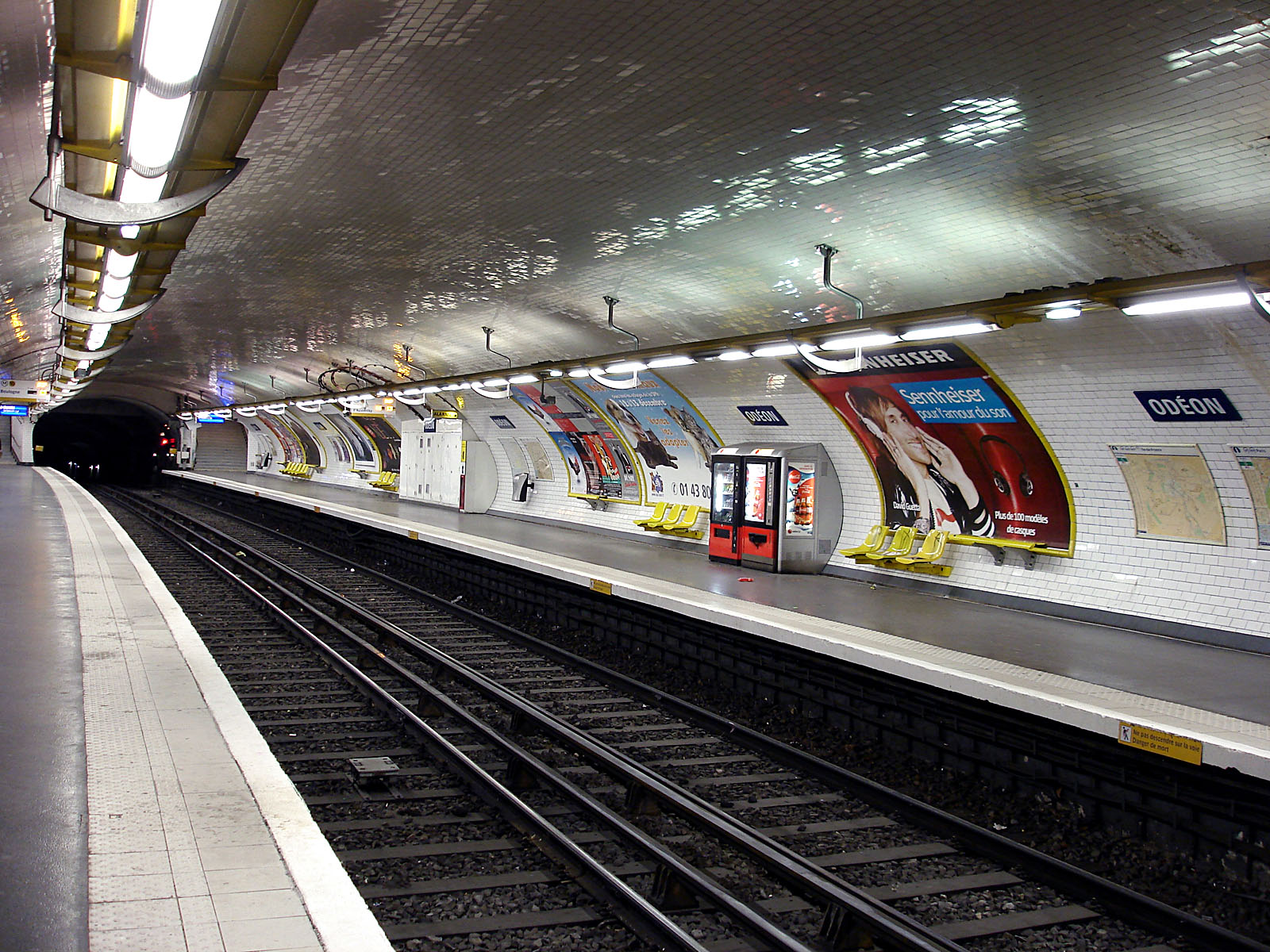
La banchina della linea 10